# 1666 van Gent
Az 1666 van Gent (ideiglenes jelöléssel 1930 OG) a Naprendszer kisbolygóövében található aszteroida. Hendrik van Gent fedezte fel 1930. július 22-én, Johannesburgban.